# Sphenomorphus tritaeniatus
Sphenomorphus tritaeniatus är en ödleart som beskrevs av  Bourret 1937. Sphenomorphus tritaeniatus ingår i släktet Sphenomorphus och familjen skinkar. IUCN kategoriserar arten globalt som otillräckligt studerad. Inga underarter finns listade i Catalogue of Life.